# سد ماکاگوا
سد ماکاگوا (به اسپانیایی: Represa de Las Macagua) یک سد خاکی و نیروگاه برقابی در ونزوئلا است که در Ciudad Guayana in Bolívar (state) واقع شده‌است.